# Бегович, Милан
Милан Бегович (19 января 1876 — 13 мая 1948) — австрийский и хорватский писатель и драматург, жертва титовского режима.

## Биография
Родился в городе Врлика на территории современной Хорватии, окончил начальную школу во Врлике, затем гимназию в Сплите (1888—1894), университет в Загребе (1894—1896), а в 1897—1903 годах учился Вене, где изучал славянские и романские языки.
После некоторое время был директором школ в Сплите и Задаре, затем в 1909 году уехал Гамбург, где стал драматургом театра Deutsches Schauspielhaus (с 1910 года на постоянной основе). В 1912 году переехал в Вену, где работал театральным режиссёром и драматургом в  Neuen Wiener Bühne, в 1913 году перешёл на ту же должность в Srpsko narodno pozorišteв Нови-Саде. Во время Первой мировой войны жил в Вене. В 1920 году переехал в Загреб, где прожил до конца жизни, совершая частые поездки по Европе. В 1927 году стал директором местного театра драмы. В 1929 году — директором средней школы, в 1932 году ушёл в отставку. С 1936 года был членом-корреспондентом Академии наук королевства Югославия. В 1942—1945 годах Бегович редактировал издание Hrvatska proza XX. stoljeća, представлявшее собой антологию произведений современных писателей Хорватии.
С установлением в Югославии и Хорватии власти Тито в 1945 году, т. н. «суд чести» Общества писателей Хорватии обвинил Беговича в сотрудничестве с правительством усташей. Маститый литератор был лишён гражданских прав. Бегович умер в 1948 году. Из-за его отношений с коммунистическими властями по смерти ему не было оказано никаких почестей, а о самой смерти даже не было объявлено. Однако, был похоронен на кладбище Мирогой.
Наследие Беговича включает рассказы и романы, но более всего он известен как автор популярных пьес, написанных в 1920-е — 1930-е годы, самыми популярными из которых были Pustolov pred vratima и комедия Amerikanska jahta u splitskoj luci. Он также писал песни для известной хорватской оперы Ero s onoga svijeta. Некоторые произведения публиковал под псевдонимами: Xeres de la Maraja, Tugomir Cetinski, Stanko Dušić, Esop s Griča, Hipolit, Malvolio и Petronius.

## Избранные сочинения
- Pjesme, 1896
- Knjiga Boccadoro, 1900
- Hrvatska pjesma, 1900
- Myrrha, Drama 1902
- Život za cara, Sonette 1904
- Vojislav Ilić, 1904
- Gospoda Walewska, Drama 1906
- Menuet, 1906
- Venus victrix, 1906
- Stana Biučića, Drama 1909
- Vrelo, 1912
- Dunja u kovčegu, Roman 1921
- Male komedije, 1922
- Svadbeni let, Drama 1922
- Nasmijana srca, 1923
- Božji čovjek, Drama 1924
- Izabrane pjesme, 1925
- Pustolov pred vratima, Drama 1926
- Hrvatski Diogenes, 1928
- Tri drame, 1933
- Kvartet, 1936
- Ero s onoga svijeta, Libretto 1936
- Giga Barićeva, Roman 1940
- I Lela će nositi kapelin, 1941
- Puste želje, 1942
- Put po Italiji, 1942
- Kritike i prikazi, 1943
- Umjetnikovi zapisi, 1943
- Izabrana djela 2 Bde. 1966